# Martin Kaplický
Martin Kaplický (*  1976 Československo) je český filozof a estetik a vysokoškolský pedagog.

## Studium
Kaplický v roce 2002 absolvoval magisterké studium na katedře estetiky Filozofické fakulty Univerzity Karlovy s diplomovou prací na téma Rytmus, signifikace a Whiteheadovo pojetí krásy. V roce 2009 zde obhájil disertační práci na téma Multiplicita a jedinečnost: impulsy Whiteheadovy filosofie pro estetiku.

## Profesní život
Kaplický působí na katedře estetiky Filozofické fakulty Univerzity Karlovy, kde  vyučuje dějiny české estetiky od druhé poloviny osmnáctého století po současnost. Zaměřuje se na konceptuální síť spojenou s problematikou pojmu události. Centrem jeho pozornosti je vztah této pojmové sítě k pojmu estetické zkušenosti. Vychází především z tzv. filosofie procesu a amerického pragmatismu či kontextualismu.
Dále pracuje v Ústavu věd o umění a kultuře Filozofické fakulty Jihočeské univerzity v Českých Budějovicích, zde se věnuje problematice charakteru estetické zkušenosti, environmentální estetice a problematice kritiky uměleckých děl, tyto témata na Jihočeské univerzitě i vyučuje.
Kaplický vyučuje také na Katedře teorie a kritiky Divadelní Akademie Múzických umění v Praze 